# SPECIAL OTHERS
SPECIAL OTHERS（スペシャル・アザース）は、日本のジャム・バンド。所属事務所はポニーキャニオンアーティスツ。レーベルはSPEEDSTAR RECORDS。略称は「スペアザ」。
1995年に結成され、2006年にミニアルバム『IDOL』でSPEEDSTAR RECORDSよりメジャー・デビュー。
2014年よりSPECIAL OTHERSのメンバーによるアコースティック・プロジェクト、SPECIAL OTHERS ACOUSTICを本格始動しDebut Album「LIGHT」をリリース。
バンド名の通称は SPECIAL OTHERS ACOUSTICの頭文字をとって「S.O.A (ソー)」。

## プロフィール
1995年に神奈川県立岸根高等学校の同級生にて結成され、2000年頃より路上やクラブ、レストランバーなどで活動。2006年にミニ・アルバム『IDOL』でSPEEDSTAR RECORDSよりメジャー・デビュー。ロック・フェスティバル出演、他の音楽家とコラボレーションを行っている。
2012年に発売された『Have a Nice Day』ではオリコンチャート8位にランクインし、4作連続のTOP10入り。また同年、旧譜の海外配信が開始された。2013年6月29日、日本武道館でのワンマンライブを開催。
SPECIAL OTHERSの音楽性はジャムバンド、器楽曲バンド、ポストロックと評される場合が多い。楽曲の大半は器楽曲である。

## メンバー
メンバー表記にあるミドルネームは、アフロビートの創始者であるトニー・アレンにより名付けられた。
- 宮原"TOYIN"良太（みやはら りょうた、1979年9月21日生まれ、B型）ドラム
- 又吉"SEGUN"優也（またよし ゆうや、1979年4月18日生まれ、AB型）ベース、ガンプラ・釣り・横浜ベイスターズをこよなく愛する。
- 柳下"DAYO"武史（やなぎした たけし、1980年1月21日生まれ、O型）ギター
- 芹澤"REMI"優真（せりざわ ゆうま、1979年8月16日生まれ、O型）キーボード   沖縄そばに精通している。

## 評価
渡辺彰浩はReal Soundに寄せたメジャー・デビュー10周年ライブの記事の中で、「これまでイベントや音楽フェスなどでスペアザを見てきたが、どの場面でも、ビール片手に、音に身をゆだねる多くの観客たちを目にしてきた」と述べている。

## ディスコグラフィー

### アナログ
- DUBWISE（2005年6月10日） ※完全限定生産アナログ盤12inchシングル
- [SIDE-A]
  1. Mellotron
  2. Khechi Khechi（内田直之DUB MIX）
- [SIDE-B]
  1. Mellotron（岩城ケンタロウREMIX）
  2. random
- QUINTO（2006年9月27日） ※完全限定生産アナログ盤12inchシングル
- [SIDE-A]
  1. Saudade（Kl mix）
  2. Mambo No.5（milch of source remix）
- [SIDE-B]
  1. Mambo No.5
  2. Quinto

### 配信限定シングル
| 発売日        | タイトル                                   |
| ------------- | ------------------------------------------ |
| 2008年1月30日 | Laurentech(PV Edit)                        |
| 2010年7月21日 | wait for the sun                           |
| 2015年6月28日 | Good Luck                                  |
| 2017年1月11日 | ザッチュノーザ / SPECIAL OTHERS & 斉藤和義 |
| 2021年5月2日  | MASK / SPECIAL OTHERS ACOUSTIC             |
| 2021年11月5日 | Spark joy                                  |
| 2022年4月8日  | NEW WORLD                                  |
| 2023年2月25日 | Fanfare（9ヶ月連続リリース第1弾）          |
| 2023年3月25日 | Early Morning（9ヶ月連続リリース第2弾）    |
| 2023年4月25日 | Apple（9ヶ月連続リリース第3弾）            |
| 2023年5月3日  | Clock Tower / SPECIAL OTHERS ACOUSTIC      |
| 2023年5月25日 | Bluelight（9ヶ月連続リリース第4弾）        |
| 2023年6月25日 | Bed of the Moon（9ヶ月連続リリース第5弾）  |
| 2023年7月25日 | Falcon（9ヶ月連続リリース第6弾）           |
| 2023年8月25日 | Feel So Good（9ヶ月連続リリース第7弾）     |
| 2023年9月25日 | Point Nemo（9ヶ月連続リリース第8弾）       |

### 書籍
- SPECIAL OTHERS BOOK（2010年10月6日）
- SCORE BOOK SPECIAL OTHERS BEST（2011年1月31日）
- SPECIAL OTHERS BOOK 2 〜ものすごい規模の全米ツアー⁉〜（2012年10月10日）

### その他
- Leyona「NU WORLD」（2005年4月20日）
  - 「ローゼン」「パレード」プロデュース
- Micro of Def Tech「Laid Back」（2007年8月7日）
  - 「夏の花 feat. SPECIAL OTHERS」
- 「HELLO! LOW IQ 01」（2009年10月7日）
  - 「ROCK OF TRUTH」カバー
- 「NOT JAZZ!! BUT PE'Z!!! ～10TH ANNIVERSARY TRIBUTE TO PE'Z～」（2009年11月11日）
  - 「Akatsuki」カバー
- 「Re:TTLE CREATURES / V.A.」（2011年1月19日）
  - 「MOSQUITO CURTAIN」カバー
- SQUARE ENIX MUSIC presents「More SQ」（2011年3月2日）
  - 「More SQ: FINAL FANTASY VI 仲間を求めて」カバー
- Getting Better 15th Anniversary presents「Getting Roll～Rock Anthem Mix～」（2011年6月22日）
  - 「Good morning」
- 「Let's Get Outside - MERRELL 30th Anniversary Edition -」（2011年7月6日）
  - 「Stay」
- 「TWO DAYS OFF」（2013年3月27日）
  - 「Sailin' / SPECIAL OTHERS & Kj」
- 「Voyage ～Sunset Afternoon～」（2013年11月13日）
  - 「Uncle John」
- スキマスイッチ「re:Action」（2017年2月15日）
  - 「冬の口笛 produced by SPECIAL OTHERS」プロデュース
- 「PAUSE 〜STRAIGHTENER Tribute Album〜」（2017年10月18日）
  - 「TRAVELING GARGOYLE」カバー
- オーイシマサヨシ「かごめかごめ / ふたりキャンプ feat.SPECIAL OTHERS」（2025年8月6日）
  - 「ふたりキャンプ feat. SPECIAL OTHERS」

## 出演
- 2006年08月29日・2007年08月28日・2009年04月25日・2010年11月24日 - CX「FACTORY」
- 2011年11月13日 - TX「JAPAN COUNTDOWN」
- 2014年10月09日 - NTV「スッキリ!!」
- 2016年11月16日 - CX「魁!ミュージック」
- 2018年8月4日 -「ROCK IN JAPAN FESTIVAL」

## 主なライブ

### ワンマンライブ・主催イベント
- 2007年 - QUTIMA ver.7 TOUR 2007
- 2008年 - QUTIMA ver.8 TOUR 2008 ～QUEST～
- 2008年 - QUTIMA ver.9 TOUR 2008
- 2009年 - QUTIMA ver.10 -PB Adventure- 2009
- 2010年 - SPECIAL OTHERS QUTIMA ver.11 ～シングル配布センター～
- 2010年 - QUTIMA ver.12 Tour "THE GUIDE"
- 2011年 - G.M.C 2011 (Global Music Center 2011)
- 2012年 - QUTIMA Ver.14 "ホールツアー" 兼 "シングル配布センター" ～HTKSHC（ホトクスク）～
- 2012年07月14日 - SPECIAL OTHERS(Acoustic Set) V.S →Pia-no-jaC←
- 2012年11月03日〜12月24日 - SPECIAL OTHERS QUTIMA Ver.15 Tour "Have a Nice Day"
- 2013年06月29日 - 武道館ワンマンライブ～SPE SUMMIT 2013～
- 2013年11月22日〜12月23日 - SPECIAL OTHERS QUTIMA Ver.16 ～JAZZ箱Tour～
- 2014年06月29日・07月06日 - QUTIMA Ver.17 SPECIAL OTHERS 野音2014
- 2014年11月01日〜2015年02月14日 - SPECIAL OTHERS QUTIMA Ver.18 "エレクトリック26都市ツアー 2014-2015"
- 2014年11月24日〜2015年02月15日 - SPECIAL OTHERS ACOUSTIC "アコースティック8都市ツアー 2014-2015"
- 2015年06月28日・10月17日 - QUTIMA Ver.19 SPECIAL OTHERS野音2015
- 2015年11月20日〜2016年02月13日 - SPECIAL OTHERS QUTIMA Ver.20~10 th Anniversary~ 『WINDOW』Release Tour 2015-2016
- 2016年06月26日 - SPECIAL OTHERS 大阪城野音2016 (QUTIMA Ver.21)
- 2017年03月11日〜06月17日 - 10th Anniversary BEST盤TOUR QUTIMA Ver.22
- 2017年07月01日〜07月02日 - SPECIAL OTHERS WORST IN YOKOHAMA 2DAYS
- 2017年09月18日 - SPECIAL OTHERS 大阪城野音2017 (QUTIMA Ver.23)
- 2018年02月16日 - LIVE in the DARK（二部制）

### 出演イベント
「※」は「SPECIAL OTHERS ACOUSTIC」名義での出演。